# Rotija
Rotija je žensko osebno ime.

## Izvor imena
Ime Rotija je različica ženskega osebnega imena Doroteja.

## Pogostost imena
Po podatkih Statističnega urada Republike Slovenije je bilo na dan 31. decembra 2007 v Sloveniji število ženskih oseb z imenom Rotija: 16.

## Osebni praznik
Osebe z imenom Rotija lahko godujejo takrat kot osebe z imenom Doroteja.